# Streitkräfte Panamas
Seit 1990 gibt es formal keine Streitkräfte von Panama mehr. Die Fuerza Pública de la República de Panamá hat jedoch teilweise paramilitärischen Charakter.

## Geschichte und Abschaffung des Militärs
Infolge einer militärischen Intervention der USA spaltete sich das heutige Panama nach dem Panamakonflikt am 3. November 1903 von Kolumbien ab. Panamas Streitkräfte entstanden, als ein kolumbianischer Brigadegeneral zu den panamaischen Unabhängigkeitskämpfern überlief. Seine Brigade wurde zur „Panamesischen Armee“.
1904 versuchten Panamas Streitkräfte erstmals, vergeblich, die Regierung zu putschen. Die Vereinigten Staaten sahen die innere Sicherheit Panamas und des Panamakanals gefährdet und schafften die Armee wieder ab. 48 Jahre existierte daraufhin nur die Nationale Polizei als bewaffnete Truppe. In den 1930ern wurden einige Rekruten an Militärakademien anderer lateinamerikanischer Länder ausgebildet, und die Nationalpolizei erhielt einen stärker militärischen Charakter.
Präsident José Antonio Remón Cantera benannte die Nationalpolizei in  Guardia Nacional de Panamá um.  Der Diktator Manuel Noriega, der Panama nach dem mysteriösen Tod von Omar Torrijos 1981 mit Hilfe des Militärs regierte, wurde im August 1983 offiziell Kommandeur der Nationalgarde. Er unterstützte im Mai 1984 die Wahl von Nicolás Ardito Barletta Vallarino zum Präsidenten, wobei massive Vorwürfe von Wahlfälschung laut wurden.
Im Dezember 1989 wurde Noriega durch die USA (unter George H. W. Bush) in der Operation Just Cause gestürzt. Bis zu seinem Sturz war Noriega einer der wichtigsten Verbündeten der Vereinigten Staaten in Mittelamerika. Der General wird oft fälschlicherweise als Präsident Panamas von 1983 bis 1989 angesehen. Er war jedoch lediglich der Chef der Guardia Nacional, die er später in die Fuerzas de Defensa de Panamá umgewandelt hatte. Nach Noriegas Sturz schaffte Panama 1990 das Militär formal ab; dies wurde 1994 durch einen einstimmigen Parlamentsbeschluss für eine Verfassungsänderung bestätigt. Einige Einheiten in der Polizei eignen sich aber begrenzt zur Kriegsführung.
Der Servicio Aéreo Nacional und der Servicio Marítimo Nacional wurden 2008 im Rahmen einer Reform zum Servicio Nacional Aeronaval (SENAN) fusioniert.

## Gliederung
Die heutige Fuerza Pública de la República de Panamá mit einer Stärke von ca. 24.000 Mann gliedert sich in
- Policía Nacional (Nationalpolizei),
- Servicio Nacional de Fronteras (Grenzschutz),
- Servico de Protección Institucional,
- Servicio Nacional Aeronaval.